# Tethering (Fotografie)
Tethered Shooting (englisch „angebundenes Schießen“, genauer „kabelgebundenes Fotografieren“) ist ein Verfahren der Digitalfotografie, bei dem die Kamera mit einem separaten Gerät zur Fernsteuerung der Kamerafunktionen verbunden ist. Als Fernsteuergeräte sind Computer, speziell entwickelte Bildschirmsteuergeräte sowie Mobiltelefone mit Bildschirm verbreitet.
Es gibt zwei Arten des Tethered Shooting:
- Steuerung der Kamera vom Computer aus[1]
- Fotografieren ohne Speicherkarte direkt auf den Computer[3]

Beide Verfahren werden von den meisten digitalen Spiegelreflexkameras und manchen hochwertigen Kompaktkameras unterstützt. Die Fernsteuerung der Kamera vom Computer aus ermöglicht mehr Funktionen als der reine Fernauslöser. Häufiger ist die Anwendung in die andere Richtung beim Fotografieren direkt auf den Computer.
Das Tethered Shooting eignet sich besonders für Studiofotografie, Porträts und Stillleben. Die Verbindung zwischen Kamera und Computer wird durch ein USB- oder FireWire-Kabel hergestellt. Einige professionelle Kameras bieten auch Zubehör für eine Funkverbindung mit WLAN an.
Beim Fotografieren direkt auf den Computer entfällt der Wechsel und das Kopieren von Speicherkarten, und die sofortige Bildkontrolle wird erheblich vereinfacht. Anstelle des kleinen Kameradisplays tritt der große und oft kalibrierte Computermonitor. Typische Anwendungen sind:
- Präsentation für den Auftraggeber, der direkt beim Shooting Bilder auswählen kann,
- Bessere Abstimmung mit Fotomodellen und deren Visagisten, die immer gleich sehen können, wie sie auf den Bildern wirken,
- Bessere Kontrollmöglichkeiten von Schatten und Reflexen, die man erst auf einem großen Bildschirm sieht.

Bei der stationären Fotografie mit Kabelverbindung zum Computer bleibt die Kamera die ganze Zeit eingeschaltet, weswegen die Akkus schnell entladen sind. Daher empfiehlt sich hier der Einsatz eines Netzgeräts.
Zum Tethered Shooting kann spezielle Kamerasteuerungs-Software nötig sein, die die Bilder von der Kamera in einen bestimmten Ordner auf den Computer lädt.
Wird diese spezielle Software nicht verwendet, gibt es bei bestimmten Produkten auch die Möglichkeit, die Bilder nach jeder Session direkt aus dem Cache der Kamera zu importieren. Vorher darf die USB-Verbindung nicht unterbrochen werden, da sonst der Cache gelöscht wird.